# ゴーヤーちゃんぷるー
『ゴーヤーちゃんぷるー』は、2005年制作、2006年公開の日本映画。沖縄では2005年に先行ロードショーされた。
竹内紘子の児童文学『まぶらいの島』の映画化。
平成16年度文化庁映画芸術振興事業支援作品。

## キャスト
- 鈴木ひろみ：多部未華子
- 村岡喜美子：風吹ジュン
- ケン：武田航平
- 吉田サヨ：大城美佐子
- シン：美木良介
- 稲江：下條アトム
- 稲江良子：新海百合子
- 康：土平ドンペイ
- 美香：石坂ミキ
- 洋子：谷貝里緒菜
- よし婆：藤村幸子
- 沢村卓郎：玉城満
- 鈴木暁宏：田中隆三
- 鈴木ヨリ子：長内美那子
- 鈴木泰造：北村和夫
- (特別出演)：森田健作

## スタッフ・製作
- 監督：松島哲也
- 原作：竹内紘子
- 脚本：松島哲也、宇山圭子
- 企画：森田健作、福山龍次
- 統括プロデューサー：山田朋子
- プロデューサー：角田昇、竹山昌利、伊東雅子
- 撮影：佐々木原保志
- 照明：安河内央之
- 美術：沖村国男
- 編集：石島一秀
- 録音：福岡伸
- 音楽：吉川忠英
- 音楽プロデューサー：石川光
- 主題歌：「ティンジャーラ」神谷千尋
- 助監督：宮村敏正
- 記録：宮下こずえゑ
- 製作協力：ジャパンアート、アクロスザユニバース
- 後援：沖縄県
- 協力：石垣市、竹富町
- 配給：アウル21